# Charles de Saint-Albin
Charles de Saint-Albin fue un eclesiástico y noble francés, hijo, extramatrimonial de Felipe II, regente de Francia, nombre de Luis XV de Francia.

## Biografía
Fue hijo de la bailarina Florence Pellerin o Perrin (c. 1678-1716) conocida como Madame Florence o La Florence y el entonces duque de Chartres, hijo mayor del hermano único de Luis XIV. Este último sería a la muerte del monarca (1715), regente en nombre de su sucesor Luis XV. Fue bautizado en la parisina parroquia de Saint-Eustache, declarándose como padre al señor Coche, por entonces valet de chambre de su padre verdadero. 
En su juventud, ganaría notoriedad, especialmente por la influencia de su abuela paterna, Isabel Carlota del Palatinado, duquesa viuda de Orleans. Se interesó por el joven a través del padre de Lignières.

El 16 de enero de 1718, sostuvo su tesis sobre teología en la Sorbona de París. Este acto público fue especialmente comentado en su época, ya que al mismo habían asistido tanto abuela paterna, la duquesa viuda de Orleans conocida como Madame, siendo raro que asistiera una mujer y aún más una princesa., También asistió Luis, duque de Chartres, hijo legítimo de su padre. Su abuela paterna, Madame, dejó escrito de él:
 Il a un air de famille ; il ressemble fort à feu Monsieur ; il a quelque chose de son père et beaucoup de mademoiselle de Valois... / C'est un charmant et très-honnête garçon ; il ressemble à feu Monsieur, mais il a une plus belle taille ; il a la tête de plus que son père
(en español::

Tiene un aire de familia, se parece mucho al fallecido Monsieur [Felipe, hermano de Luis XIV y esposo que fue de quien escribe]; tiene algo de su padre y mucho de mademoiselle de Valois. / Es un chico encantador y muy honesto, se parece al fallecido Monsieur pero tiene un porte mejor; tiene más cabeza que su padre.
En 1719 fue elegido coadjuntor del rico priorato de Saint-Martin-des-Champs en París.
En 1721 fue nombrado obispo-duque de Laon. Este obispo era uno de los doce pares que asistían ceremonialmente al rey de Francia en su coronación. Por ello, participó en la coronación de Luis XV en 1722. Posteriormente renunció a este obispado ya que como bastardo no reconocido no podía tomar asiento como par en el Parlamento de París. Sin embargo, su padre le nombró arzobispo de Cambrai en sustitución del cardenal Guillaume Dubois, recién fallecido, y conservándole los títulos y honores de duque y par de Francia.
Durante su episcopado fue un firme defensor de la Bula Unigenitus con la que se trataba de combatir el ambiente jansenista existente en Francia.
Murió el 9 de mayo de 1764 en París.